# 2021年兰新铁路列车撞人事故
2021年6月4日5时18分，在兰新铁路行驶的K596次列车在中国甘肃省金昌市辖区内玉石站至金昌站区间与侵线的施工人员相撞，造成9人遇难。

## 事故调查与处理
前期报道指出，事故发生在天窗时间内（4时6分至7时6分）。
次日，交通运输部安委会发布通报。
7月29日，国家铁路局公布事故调查情况，责任人员有3人被逮捕，21人被处分。